# Illes Alhucemas
Les illes Alhucemas constitueixen un conjunt de tres illots situats en la badia d'Alhucemas, enfront de la costa mediterrània del Marroc. Es tracta del penyal d'Alhucemas i els illots de Tierra i Mar. Estan situades a uns 155 km a l'est de Ceuta i a uns 100 km a l'oest de Melilla. Les illes de Mar i Tierra estan situades al sud-oest del penyal i a una distància de 800 i 900 metres, respectivament. La superfície total de les illes és d'uns 0,06 km².
Les tres illes són de grandària similar; el Penyal no arriba a les 2 hectàrees. La major altura del conjunt l'arriba també al Penyal, amb una cota de 27 metres sobre el nivell del mar. L'illa de Mar no supera els 4 metres d'altura mentre que l'illa de Tierra arriba als 11 metres. Les illes van ser ocupades temporalment per Espanya en 1560, sense consolidar-se. Foren ocupades definitivament el 28 d'agost de 1673 per una esquadra dirigida pel príncep de Montesacro amb la finalitat d'actuar contra els corsaris berberiscs. Els tres illots es consideren sota sobirania espanyola. Les illes de Mar i Tierra es troben deshabitades (la primera era el cementiri del penyal). Al penyal hi ha una guarnició espanyola.